# Antonín Burdych mladší
Antonín Burdych (28. května 1905 Staré Město nad Metují – 30. června 1942 Kostelecké Končiny) byl český odbojář a spolupracovník výsadku Silver A zavražděný nacisty.

## Život

### Civilní život

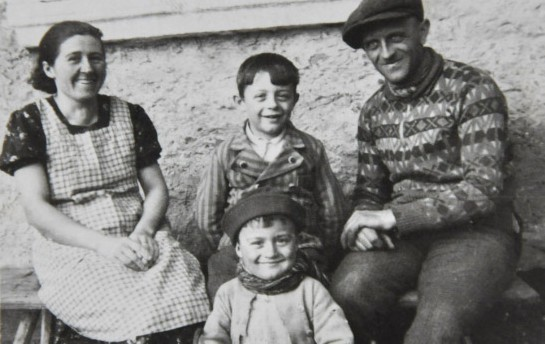
Antonín Burdych mladší se svou ženou Miladou a syny Antonínem a Vladimírem

Antonín Burdych se narodil 28. května 1905 v dnešní části Náchoda Starém Městě nad Metují. V únoru 1918 se celá rodina Burdychových včetně Antonína přestěhovala na usedlost čp. 168 na Kosteleckých Končinách, kterou později převzal po svém otci Antonínu Burdychovi starším. Jeho manželkou se stala Milada Kolertová, manželům se posléze narodili dva synové: Vladimír a Antonín.

### Protinacistický odboj
Antonín Burdych vstoupil do protinacistického odboje dne 28. června 1942, kdy na žádost sestry Zdeňky poskytl na své usedlosti v Kosteleckých Končinách útočiště radistovi Silveru A Jiřímu Potůčkovi a jeho radiostanici Libuši, protože v dřívější místo na půdě bohdašínské školy nebylo bezpečné. Jiří Potůček zde měl pobývat jen dočasně, protože pro něj Karel Ježek ze sokolského odboje připravoval základnu v táborové chatě u Doubravice. Radista byl umístěn do úkrytu na potraviny vybudovaném během první světové války. Nacházel se za zdí v přízemí objektu, vstup byl ale z půdy. Již předtím se ale Zdeňčin manžel, bohdašínský učitel Ladislav Satran pokoušel obstarat pro Potůčka jiné místo. Po poradě požádal společně s Josefem Klikarem o pomoc rtyňského lékaře Viléma Dvořáčka, který ale vše nahlásil. Gestapo již tou dobou z výslechů v Pardubicích jméno Satran znalo, ale volné konce spojilo až díky tomuto udání.

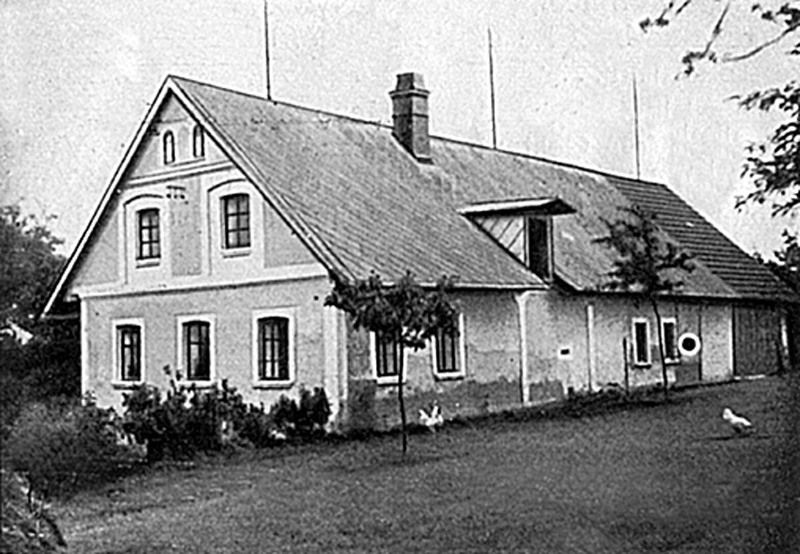
Hospodářství Burdychových v Končinách na dobové fotografii

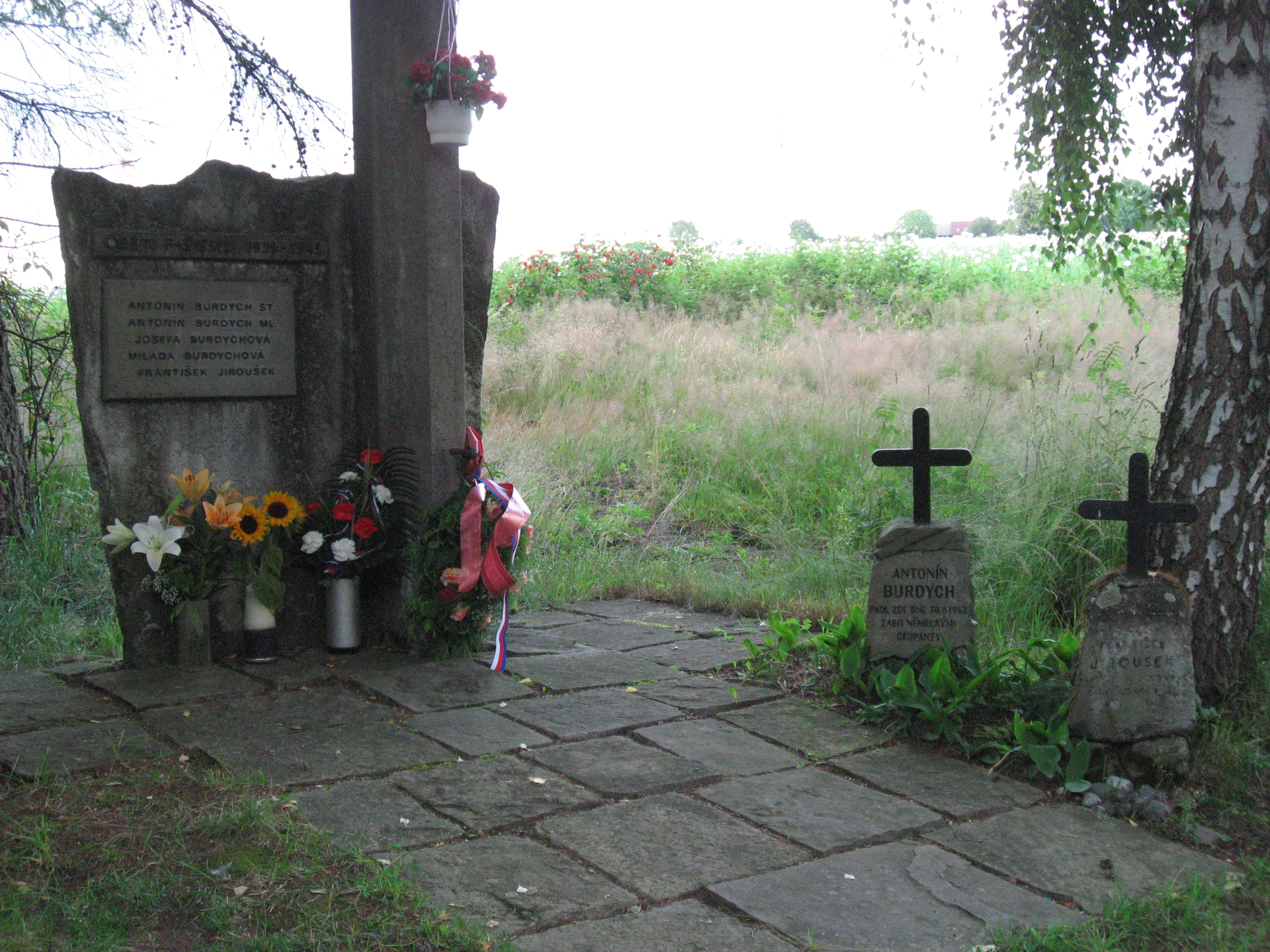
Památník v lesíku na Končinách, kde byl postřelen Antonín Burdych mladší

Manželé Satranovi byli zatčeni v době, kdy už byl Potůček u Burdychů, Ladislav Satran ale po mučení místo jeho pobytu prozradil. Dne 30. června 1942 vtrhlo gestapo do usedlosti v době, kdy se zde nacházel jen starší Antonínův syn Vladimír a dospělí pracovali na poli. O zatčení Satranových nevěděli. Po jejich návratu udeřilo na Antonína Burdycha. Ten, aby varoval Potůčka, se dal na útěk přičemž byl vícekrát zasažen. Ještě živý byl naložen na vůz a dopraven do Červeného Kostelce k výslechu. Cestou ale vykrvácel, ohledávající lékař stanovil jako příčinu úmrtí průstřel plic. Poté, co příslušníci gestapa objevili úkryt, donutili Antonína Burdycha staršího odházet seno z poklopu. Potůček se z obklíčení prostřílel přičemž nešťastně zasáhl i Antonína Burdycha staršího do ramene. Po útěku se vypravil do Pardubic na jejichž okraji jej zastřelil protektorátní četník. Pohřeb Antonína Burdycha mladšího se konal 1. července 1942 v šest hodin ráno za účasti nezatčených členů rodiny. Jen tři hodiny po něm byla rakev exhumována a odvezena do pardubického krematoria, kde byla spálena a popel vhozen do Labe. V místě postřelení Antonína Burdycha byl vybudován pomník zdejším obětem.

## Osudy Burdychovy rodiny

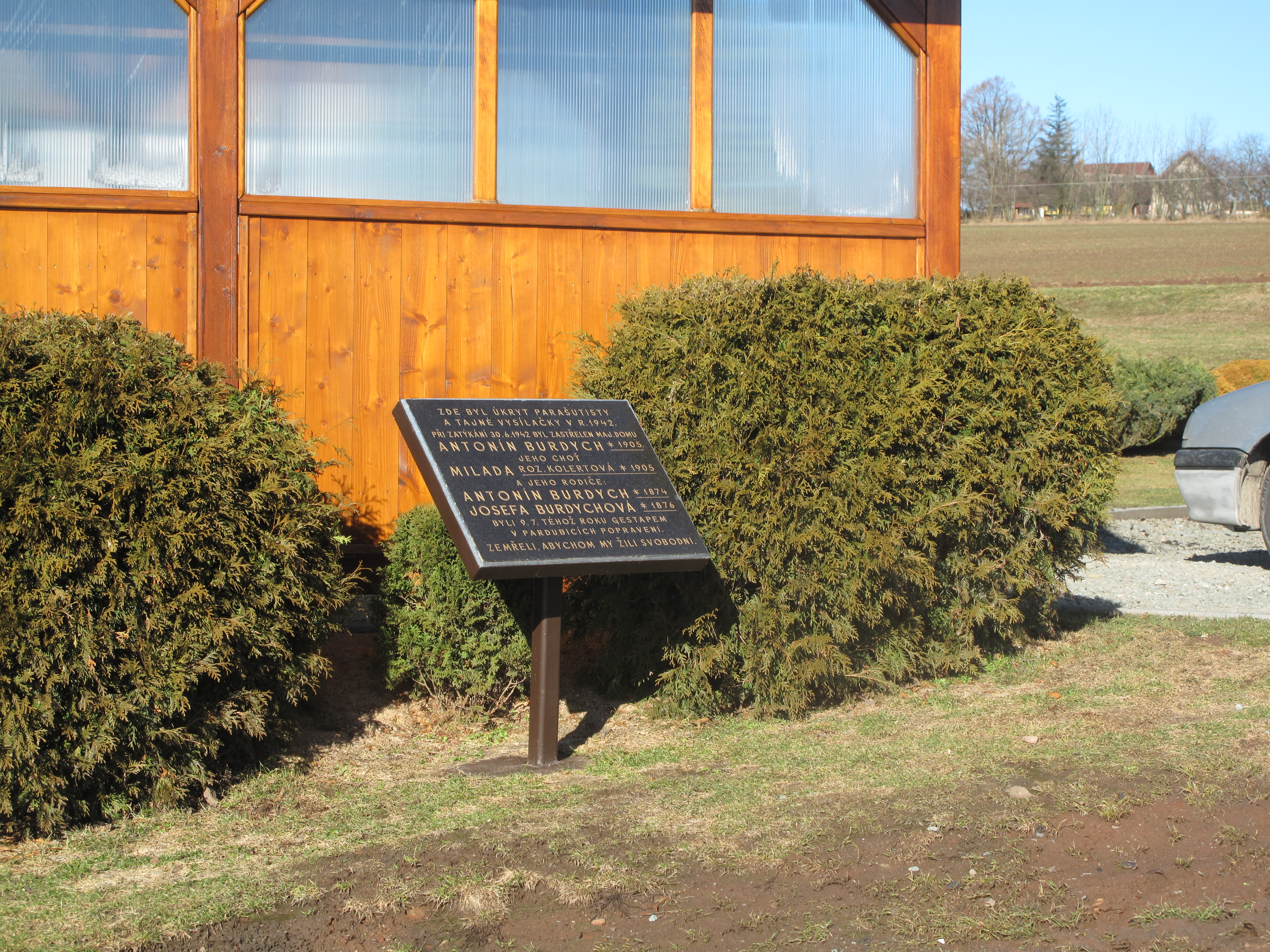
Pamětní deska u usedlosti Burdychových na Kosteleckých Končinách

Po zátahu v Kosteleckých Končinách byli zatčeni rodiče a manželka Antonína Burdycha. Milada Burdychová se v době zátahu psychicky zhroutila a fyzicky nebyla schopná se ani rozloučit s dětmi. Všichni byli popraveni 9. července 1942 na pardubickém zámečku. Ve stejný den a na stejném místě byli popraveni i manželé Satranovi. Rovněž jejich těla byla spálena v pardubickém krematoriu a popel vysypán do Labe. Synové Vladimír (cca 1930–1996) a Antonín (1934–2024) byli odděleně vychováni u příbuzných, poté vystudovali lesnickou školu. Vladimír vykonával svou profesi v Krušných horách, Antonín, který byl v době zátahu na cestě ze školy, se věnoval přednáškám a předával svědectví o prožitých událostech.